# Янаки Градев
Янаки Градев е български общественик и стопански деец.

## Биография
Роден е на 29 септември 1933 г. в с. Самотино, Варненско, в семейството на дребни земеделски стопани. Основното си образование завършва в с. Старо Оряхово (Варненско), а средното – във Варна.
Работи като коларо-железар, точилар, оксиженист и огняр в РКС – с. Ст. Оряхово. През 1957 г. постъпва на работа като плетач на куха стъклария в ПП „Успех“ – Варна, чийто директор е от 1962 до 1976 г.

## Обществени роли
Председател е на РС на ССБ – Варна (1960 – 1962).
Янаки Градев е член е на ЦС на ССБ (1955 – 1990). Председател е на ССБ от декември 1976 до май 1990. Той е генерален секретар на Европейски регионален комитет на Световния съюз за благополучие на слепите (1987 – 1990). Зам.-председател е на Национална потребителна кооперация на слепите в България (2001 – 2004).

## Отличия
За значителен принос в развитието на организациите на слепите в Европа и България Янаки Градев е награден с медала „Луи Брайл“ от Бюрото на Европейския съюз на слепите. Той е носител и на българските ордени „Златен орден на труда“, „Червено знаме на труда“ и „Народна република България“ II степен. През 1986 г. му е присъдено званието „Заслужил деятел на здравеопазването“. През 1993 г. във връзка с неговата 60-годишнина ЦС на ССБ присъжда на Янаки Градев званието „Почетен член“, а през 2003 г. е удостоен с медала на ССБ „за особени заслуги“.